# Olle Carle
Olle Carle, född 27 augusti 1909 i Torsås Småland, död 30 augusti 1998 i Hässelby Stockholm, var en svensk kåsör och ordvitsare under pseudonymen "Cello".

## Biografi
Carle började tidigt skriva revyer i Ronneby och Karlskrona. Efter studentexamen 1931 vid Lunds privata elementarskola arbetade han på Karlskrona-Tidningen 1932–1935. Han flyttade senare till Göteborg och blev journalist på Göteborgs Morgonpost 1936, och började ge ut sina kåserier i bokform varje år vid jul. Därefter flyttade Cello till Stockholm och fick anställning på Stockholms-Tidningen 1940 och på Expressen 1956, där han fortsatte att bidra med kåserier ända fram till 1988.
Cellos kåserier hade en självbiografisk karaktär, där tampandet med de fem barnen var ett återkommande tema. Sig själv omtalade han i vi-form (pluralis majestatis) och drev ofta med sina egna svagheter. Cello var ordekvilibrist och myntade många kända ordlekar, som "idel ädel adel". Han kunde också uppträda på scen som komiker. Känt blev ett nummer där han beskrev olika sorters snarkningar.
En känd aforism som Cello formulerat är: "Erfarenhet och visdom är den kam och hårborste som livet överräcker åt en när man blivit flintskallig." En annan är: "Först klagar kvinnorna på att det inte finns någon man i deras liv, sedan på att det inte finns något liv i deras man."
Olle Carle är begravd på Norra begravningsplatsen utanför Stockholm.